# RIPPLY3
RIPPLY3 (англ. Ripply transcriptional repressor 3) – білок, який кодується однойменним геном, розташованим у людей на довгому плечі 21-ї хромосоми. Довжина поліпептидного ланцюга білка становить 190 амінокислот, а молекулярна маса — 20 368.
| 10         |  | 20         |  | 30         |  | 40         |  | 50         |
| ---------- |  | ---------- |  | ---------- |  | ---------- |  | ---------- |
| MEPEAAAGAR |  | KARGRGCHCP |  | GDAPWRPPPP |  | RGPESPAPWR |  | PWIQTPGDAE |
| LTRTGRPLEP |  | RADQHTFGSK |  | GAFGFQHPVR |  | VYLPMSKRQE |  | YLRSSGEQVL |
| ASFPVQATID |  | FYDDESTESA |  | SEAEEPEEGP |  | PPLHLLPQEV |  | GGRQENGPGG |
| KGRDQGINQG |  | QRSSGGGDHW |  | GEGPLPQGVS |  | SRGGKCSSSK |  |            |

A: Аланін

C: Цистеїн

D: Аспарагінова кислота

E: Глутамінова кислота

F: Фенілаланін

G: Гліцин

H: Гістидин

I: Ізолейцин

K: Лізин

L: Лейцин

M: Метіонін

N: Аспарагін

P: Пролін

Q: Глутамін

R: Аргінін

S: Серин

T: Треонін

V: Валін

W: Триптофан

Кодований геном білок за функціями належить до репресорів, білків розвитку. 
Задіяний у таких біологічних процесах, як транскрипція, регуляція транскрипції, альтернативний сплайсинг. 
Локалізований у ядрі.